# Sancho II Mocny
Sancho II Mocny (Dzielny, Odważny), jęz. hiszp. Sancho II el Castilla y León, el Fuerte o el Valiente, (ur. ok. 1037, zm. 5/7 października 1072) – król Kastylii 1065–1072, Galicji 1071–1072 i Leonu 1072.
Najstarszy syn króla Kastylii i Leonu Ferdynanda I Wielkiego i Sanczy, córki Alfonsa V, króla Leonu.

## Życiorys
Ojciec Sancho II był pierwszym królem Kastylii, za jego panowania Kastylia, w unii z Leonem, osiągnęła dominującą pozycję wśród chrześcijańskich królestw Półwyspu Iberyjskiego. Za życia ojca brał udział w walkach przeciwko Maurom.
Po śmierci Ferdynanda I Wielkiego (27 grudnia 1065) jego królestwo uległo podziałowi: Sancho został królem Kastylii i otrzymał zwierzchność nad muzułmańskim królestwem (taifa) Saragossy, Alfons został królem Leonu i trzymał kontrolę nad taifatem Toledo, najmłodszy Garcia otrzymał nowo utworzone królestwo Galicji oraz dzierżył zwierzchność nad taifitami Sewilli i Badajoz, córka Urraka otrzymała miasto Zamorę, a Elwira miasto Toro.
W latach 1065–1067 Sancho II walczył z władcą Aragonii Sancho I Ramirezem i władcą Nawarry Sancho IV (tzw. wojna trzech Sanchów), której przyczyną były spory o dziedzictwo zmarłego w 1035 króla Nawarry Sancho III Wielkiego, pod którego zwierzchnictwem znajdowały się ziemie Nawarry, Aragonii i Kastylii (wszyscy trzej antagoniści byli wnukami Sancho III Wielkiego). Walki zakończyły się w 1067 roku, po śmierci matki Sancho II, który wzorem swego ojca, postanowił podporządkować sobie królewskich braci.
„Wojna trzech Sanchów” nie przyniosła decydującego rozstrzygnięcia, dlatego Sancho II zwrócił się przeciwko swym braciom. Matka Sancho II, wdowa po Ferdynandzie I, sprzeciwiała się planom Sancho II, chroniąc swych młodszych synów. Pierwszą ofiarą agresywnej polityki Sancha okazał się jego brat Alfons. W 1068 wojska kastylijskie, dowodzone przez sławnego Cyda, królewskiego chorążego, pokonały Alfonsa w bitwie pod Llantadillą, po przegranej kolejnej bitwie pod Golpejera (1072) Alfons VI musiał opuścić swoje królestwo i schronił się w muzułmańskim Toledo. Sancho II zajął opustoszały tron Leonu i w 1072 ogłosił się jego królem, doprowadzając ponownie do zjednoczenia Kastylii i Leonu.
W międzyczasie, w roku 1071 Sancho zaatakował swego brata Garcię, króla Galicji. Sancho uznał, że zajęcie przez Garcię hrabstwa Portugalii i reaktywowanie przezeń biskupstwa w Bradze, poważnie zagraża supremacji Kastylii. Po kastylijskim najeździe Garcia schronił się u muzułmańskiego władcy Sewilli, zaś Sancho II przybrał tytuł króla Galicji.
Kolejnym celem ataku Sancha stała się jego siostra Urraka, która w porozumieniu z Alfonsem VI, zbuntowała się przeciwko najstarszemu bratu. Sancho II obległ Zamorę, gdzie rezydowała Urraka, jednakże podczas oblężenia, 5 lub 7 października 1072 jeden z żołnierzy kastylijskich zamordował króla Sancha II. O przygotowanie zamachu powszechnie oskarżano Urrakę, a także Alfonsa VI, który po śmierci Sancha II przejął władzę w Kastylii i Leonie. Król Sancho II został pochowany w klasztorze San Salvador de Oña.
Nie zachowały się pewne wiadomości o małżeństwie Sancha II. Zapewne był związany z Konstancją (?), której matka pochodziła z rodu hrabiów Foix, zaś niejaka Alberta mogła być żoną króla, jej pochodzenie nie jest jednak znane. Król Sancho II nie pozostawił potomstwa.

## W kulturze

### Przysłowia
Odstąpienie od oblężenia Zamory po siedmiu miesiącach na skutek zabójstwa Sancha II, spowodowało powstanie hiszpańskiego przysłowia: no se ganó Zamora en una hora, co oznacza w godzinę Zamory nie zdobędziesz.

### Gry wideo
W serii Crusader Kings jednym z grywalnych władców jest Sancho II 'the Strong' Jimena, przedstawiony jako Król Kastylii.